# Утолиця
Утолиця (хорв. Utolica) — населений пункт у Хорватії, в Сисацько-Мославинській жупанії у складі міста Хорватська Костайниця.

## Населення
Населення за даними перепису 2011 року становило 68 осіб.
Динаміка чисельності населення поселення:

## Клімат
Середня річна температура становить 11,13 °C, середня максимальна – 25,51 °C, а середня мінімальна – -5,71 °C. Середня річна кількість опадів – 976 мм.
| Клімат поселення                              | Клімат поселення | Клімат поселення | Клімат поселення | Клімат поселення | Клімат поселення | Клімат поселення | Клімат поселення | Клімат поселення | Клімат поселення | Клімат поселення | Клімат поселення | Клімат поселення | Клімат поселення |
| Показник                                      | Січ.             | Лют.             | Бер.             | Квіт.            | Трав.            | Черв.            | Лип.             | Серп.            | Вер.             | Жовт.            | Лист.            | Груд.            |                  |
| Середній максимум, °C                         | 7,20             | 9,03             | 13,40            | 17,75            | 22,29            | 25,51            | 24,48            | 23,85            | 20,20            | 15,33            | 9,92             | 5,58             |                  |
| Середня температура, °C                       | 0,75             | 2,56             | 6,96             | 11,29            | 15,83            | 19,06            | 20,76            | 20,14            | 16,48            | 11,62            | 6,22             | 1,88             |                  |
| Середній мінімум, °C                          | −5,71            | −3,9             | 0,50             | 4,84             | 9,36             | 12,61            | 17,06            | 16,43            | 12,77            | 7,89             | 2,51             | −1,83            |                  |
| Норма опадів, мм                              | 62               | 59               | 69               | 82               | 86               | 95               | 88               | 88               | 86               | 89               | 95               | 77               |                  |
| Середньомісячна швидкість вітру, м/с          | 1.60             | 1.80             | 2.20             | 2.10             | 1.96             | 1.80             | 1.70             | 1.60             | 1.58             | 1.62             | 1.68             | 1.68             |                  |
| Середньомісячна сонячна радіація, кДж/м²·день | 4345             | 7174             | 10901            | 15383            | 19593            | 21883            | 22926            | 20008            | 14784            | 9214             | 4933             | 3607             |                  |
| --------------------------------------------- | ---------------- | ---------------- | ---------------- | ---------------- | ---------------- | ---------------- | ---------------- | ---------------- | ---------------- | ---------------- | ---------------- | ---------------- | ---------------- |
| Джерело:                                      |                  |                  |                  |                  |                  |                  |                  |                  |                  |                  |                  |                  |                  |